# Zlatníky (Zlatníky-Hodkovice)
Zlatníky je vesnice v okrese Praha-západ, je součástí obce Zlatníky-Hodkovice. Nachází se na jihu Zlatník-Hodkovic. Prochází tudy silnice II/101. Je zde evidováno 325 adres.

## Poloha
Obec Zlatníky a Hodkovice leží na rovině a je spojnicí mezi obcemi Jesenice a Dolní Břežany. Toto umístění a poloha láká velké množství cyklistů, ať sportovních či rekreačních k uskutečnění výletů jak do místní osvěžovny ve Zlatíčkách, tak k výletům do nedalekých luhů a hájů jílovských či břežanských. Samotnou obcí prochází cyklostezka směřující od břehů Sázavy až do nedalekých Říčan.
V katastrálním území Zlatníky u Prahy leží i část vesnice Hodkovice.

## Historie
První zmínka o Zlatníkách je v historických pramenech k roku 1300. Jako vlastníci jsou zmiňováni bratři Dětřich a Konrád, kteří pocházeli z vlivného a bohatého rodu pražských patricijů Velfloviců. Byli staviteli tvrze ve Zlatníkách, jenž se připomíná v roce 1314 spolu se zprávou, že ves byla znovu vysazena na purkrechtním právu (emfyteutickém, zákupním). Lokátoru a prvnímu dědičnému rychtáři Otovi byla za dvacet hřiven stříbra postoupena tvrz a v ní zřízena rychta. Do držení vsi se později dostali Bohuš, probošt litoměřický, a Smil, bratři z Pardubic. Ti však v roce 1356 vše postoupili pražské kapitule při chrámu sv. Víta na Pražském hradě směnou za jiné vesnice.

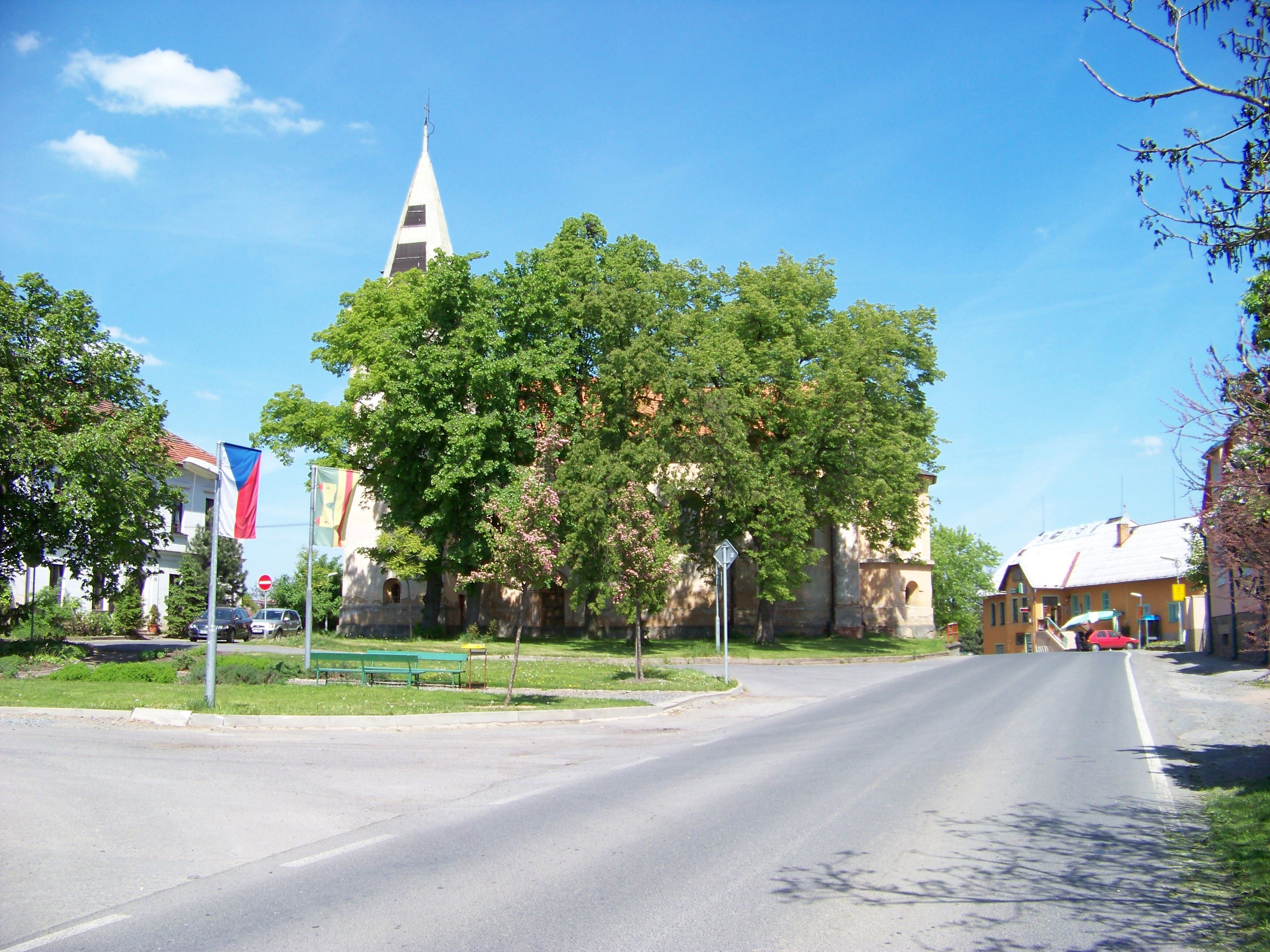
Zlatníky, náves sv. Petra a Pavla, kostel, od jihovýchodu v květnu 2010

Zlatníky byly vsí farní s kostelem sv. Petra a Pavla, který se připomíná poprvé v roce 1377. Po prodeji vsi pražské kapitule si páni z Pardubic ponechali ke kostelu právo podací, které nakonec držel v letech 1367–1380 Vilém z Pardubic. V roce 1397 byl držitelem vsi Zlatníky Vítek z Černčic, probošt kolegiátní kapituly při kostele sv. Jiljí na Starém Městě pražském. Za husitské revoluce se kostel sv. Jiljí stal kostelem utrakvistickým. Pražené v roce 1420 ves Zlatníky zkonfiskovali a v roce 1438 staroměstská rada dala důchody z ní plynoucí na záduší kostela sv. Jiljí, Betlémské kaple a kostela sv. Martina ve zdi. Zlatníky byly v držení obcí Starého Města pražského až do roku 1547, kdy za účast v protihabsburském povstání byl majetek městu konfiskován ve prospěch české královské komory. V roce 1625 daroval císař Ferdinand II. kostel u sv. Jiljí dominikánům. Ti měli již ve 13. století v Praze konvent při kostele sv. Klimenta na Starém Městě pražském, kde se v polovině 16. století usadili jezuité. Dominikáni po získání chrámu začali vykupovat okolní domy a parcely a na jejich místě vybudovali nový klášter. S kostelem sv. Jiljí pak obdrželi dominikáni také ves Zlatníky.
Majetek ve Zlatníkách byl v podstatě rozdělen na tři díly – ves, tvrz a kostelní podací. Ves byla v držení řádu dominikánů až do konce patrimoniální správy. Statek směnili v roce 1860 s baronem Ringhofferem za Libeň. Svobodná a dědičná rychta ve tvrzi ve Zlatníkách trvala až do konce 16. století a pak byla královskou komorou vykoupena a z pozemků k ní patřících byl vytvořen běžný lánový statek. V průběhu 17. století tvrz postupně pustla a poslední zmínka o ní je z roku 1665. Podací kostelní ke kostelu sv. Petra a Pavla ve Zlatníkách držel na konci 15. století český král. V roce 1500 daroval Vladislav II. Jagellonský podací Václavovi Benedovi z Nečtin, který jej připojil ke statku Břežany. Při něm zůstalo toto právo až do roku 1850, kdy došlo k reformě obecní správy.
Zlatníky byly samostatnou obcí, nejdříve v okrese Karlín, v letech 1880–1910 v okrese Královské Vinohrady, v letech 1921–1930 v okrese Jílové, v roce 1950 obcí v okrese Praha-východ a od roku 1961 v okrese Praha-západ. Od 1. února 1999 jde o část obce s názvem Zlatníky-Hodkovice.

## Pamětihodnosti
- Tvrz ve Zlatníkách stávala nedaleko kostela, v místě, kde je dnes kulturní dům resp. restaurace Zlatíčka. Ještě v polovině 19. století byly patrné zbytky zdí a brány, které byly považovány ze relikt rozsáhlé tvrze. Tato domněnka historiografa českých hradů, zámků a tvrzí Augusta Sedláčka byla na základě katastrální mapy z roku 1841 korigována tak, že celá ves Zlatníky byla ohrazena hradbou s baštami a branou. Kamennými hradbami s baštami opevněná a ohrazená ves je poměrně vzácný jev.
- kostel sv. Petra a Pavla - postaven roku 1857 ve slohu novorománském na místě staršího chrámu, z něhož se dochovalo zdivo spodního patra věže. Hlavní oltář s obrazem sv. Petra a Pavla a se sochami sv. Václava a Jana Nepomuckého; v nástavci reliéf paládia Země české. Barokní oltářní obraz sv. Iva byl přenesen ze staršího kostela. Křtitelnice je barokní, cínová s letopočtem 1672; v lodi je ve zdi vsazena oválná mramorová pamětní deska Alexia Pařízka s nápisem z roku 1822; pod kruchtou je ve zdi vsazena renesanční náhrobní deska Kateřiny, dcery rytíře Kryštofa Zielinského ze Sebuzína, místopísaře Království českého, s českým nápisem a třemi podkovami v erbu s letopočtem 1587.[4]